# マウロ・ボガード
マウロ・エセキエル・ボガード（Mauro Ezequiel Bogado 、1985年5月31日 - ）は、アルゼンチン・ブエノスアイレス州サン・マルティン出身の元プロサッカー選手。現役時代のポジションは、ミッドフィールダー（右ウイング）。

## 経歴
2006年、アルヘンティノス・ジュニアーズで選手生活をスタートし、2008年に2部リーグのインスティトゥートにローン移籍した後、アルヘンティノスに復帰した。
2010年、チリのエベルトン・デ・ビニャ・デル・マールに半年のローン移籍。